# Kampia (Chipre)
Kampia, a veces también llamado Cambia (en griego: Καμπιά) es un pequeño pueblo situado en el Distrito de Nicosia de Chipre, al sur de la localidad de Pera Orinis.
- Datos: Q11733931
- Multimedia: Kampia, Cyprus / Q11733931